# Sielsowiet Lebiedziewo
Sielsowiet Lebiedziewo (biał. Лебедзеўскі сельсавет, ros. Лебедевский сельсовет) – sielsowiet na Białorusi, w obwodzie mińskim, w rejonie mołodeckim. Siedziba urzędu mieści się w Lebiedziewie.

## Miejscowości
- agromiasteczka:
  - Lebiedziewo
  - Zaśkiewicze
- wsie:
  - Bienica
  - Chatucicze
  - Ciemienica
  - Gródki
  - Horowszczyzna
  - Hotkowicze
  - Iwanowszczyzna
  - Jakowicze
  - Konowicze
  - Łobaczówka
  - Malinowszczyzna
  - Mała Borkowszczyzna
  - Morośki
  - Osanowo
  - Polany
  - Prudy
  - Redźki
  - Skoworodszczyzna
  - Szykowo
  - Turzec-Bojary
  - Wiażucie
  - Wielka Borkowszczyzna
  - Zapolaki
- nieistniejące wsie:
  - Hrycowo